# Gare de Tilatou
La gare de Tilatou est une gare ferroviaire algérienne située sur le territoire de la commune de Tilatou, dans la wilaya de Batna.

## Situation ferroviaire
Établie à une altitude de 854 m, la gare est située au point kilométrique (PK) 14,5 de la  ligne de Aïn Touta à M'Sila où elle est précédée de la gare de Aïn Touta et suivie de celle de Seggana.
| \| Batna Aïn Touta Barika Seggana Aïn Yagout Ouled Ammar Tilatou \| Localisation de la gare de Tilatou dans la wilaya de Batna. |
| Batna Aïn Touta Barika Seggana Aïn Yagout Ouled Ammar Tilatou                                                                   |

## Service des voyageurs

### Desserte
En 2023, la gare n'est pas desservie par les trains de la Société nationale des transports ferroviaires.